# Danuta Jędrzejczak
Danuta Jędrzejczak (ur. 13 września 1952 w Łodzi) – filolog klasyczny, dr nauk humanistycznych, dziekan Wydziału Filologicznego Wschód-Zachód Szkole Wyższej im. Henryka Jóźwiaka w Łodzi w latach 2008–2010, a od 1 października 2010 roku rektor tej uczelni.

## Edukacja
Ukończyła Szkołę Podstawową nr 109 w Łodzi, a następnie XXXI Liceum Ogólnokształcące im. Ludwika Zamenhofa w Łodzi. W latach 1972–1977 studiowała filologię klasyczną w Uniwersytecie Łódzkim. Studia te ukończyła z wyróżnieniem w 1977 przedstawiwszy pracę magisterską pt. Rekonstrukcja tragedii Kwintusa Enniusza „Ifigenia w Aulidzie” (promotor: prof. dr hab. Stefan Oświecimski). Początkowo pracowała jako nauczyciel języka łacińskiego w łódzkich liceach ogólnokształcących. W 1983 poszerzała wykształcenie w Podyplomowym Studium Neolatynistycznym pod kierunkiem prof. Jerzego Starnawskiego. Przez wiele lat działała na szczeblu okręgowym w Olimpiadzie Języka łacińskiego. Współpracowała z Okręgową Komisją Egzaminacyjną i współuczestniczyła w pracach nad „Nową Maturą”.

## Działalność akademicka
Od 1984 była nauczycielem akademickim zatrudnionym w Katedrze Filologii Klasycznej Uniwersytetu Łódzkiego. Pracowała kolejno na etacie starszego asystenta (1984–1992), adiunkta (1992–2005) i starszego wykładowcy (2005–2007). W 1992 uzyskała stopień doktora nauk humanistycznych w zakresie literaturoznawstwa na podstawie dysertacji doktorskiej pt. Prodikos z Keos a „Cyropedia” Ksenofonta, napisanej pod kierunkiem prof. dr. hab. Bohdana Wiśniewskiego). 
Kilkakrotnie wyjeżdżała na staże i kwerendy zagraniczne do Italii i Grecji (wrzesień 2002 Rzym; maj 2003 Ateny; wrzesień 2004 Ateny). Prowadziła badania naukowe za granicą, otrzymawszy stypendium Fundacji z Brzezia Lanckorońskich (luty 2006 Rzym). W październiku 2007 uzyskała nagrodę naukową Rektora Uniwersytetu Łódzkiego za cykl prac naukowych dotyczących twórczości Sulpicji Młodszej.
Od 1 października 2008 pracuje we Wschód-Zachód Szkole Wyższej im. Henryka Jóźwiaka w Łodzi. Przez dwa lata do 30 września 2010 roku pełniła obowiązki dziekana Wydziału Filologicznego WZSW. 1 października 2010 została powołana na rektora tej uczelni wyższej.

## Zainteresowania naukowe
Główne jej dziedziny badań naukowych to: wczesna filozofia grecka, sofistyka grecka, filozofia i filozofowie w okresie cesarstwa rzymskiego, twórczość Arystofanesa i Ksenofonta, literatura rzymska ze szczególnym uwzględnieniem dorobku pisarek i poetek rzymskich, Sulpicja Młodsza i jej działalność literacka i opozycyjna, satyra rzymska, Marcjalis i epigramatyka rzymska, słownictwo ludowe (wulgarne) w językach klasycznych, recepcja kultury antycznej, historia filologii klasycznej w Polsce i w Łodzi, dydaktyka języków klasycznych.

### Wybrane publikacje polskojęzyczne
- Prodikos z Keos a “Cyropedia” Ksenofonta, “Acta Universitatis Lodziensis. Folia Litteraria” 31, 1991, s. 153–189;
- Istota pobożności w “Cyropedii” Ksenofonta, [w:] Collectanea Philologica III Deodato Wiśniewski septuagenario dicata, edenda curaverunt W. Wróblewski et K. T. Witczak, Łódź 1999, s. 85–95;
- Sulpicja Młodsza jako ziemskie wcielenie nimfy Egerii, “Meander” 58, nr 1, 2003, s. 59–72;
- Dwuwiersz Sulpicji Młodszej, “Collectanea Philologica” 5, 2003, s. 91–105;
- O niektórych nazwach określających gunaikeion aidoion u Arystofanesa, [w:] Gościwit Malinowski (red.), Thaleia. Humor w antyku. Księga ku czci prof. Janiny Ławińskiej-Tyszkowskiej, “Classica Wratislaviensia” XXIV, Acta Universitatis Wratislaviensis No. 2656, Wrocław 2004, s. 49–57;
- Wulgaryzm w twórczości Sulpicji Młodszej?, [w:] Ireneusz Mikołajczyk (red.), Sapere aude. Księga pamiątkowa ofiarowana Profesorowi dr. hab. Marianowi Szarmachowi z okazji 65. rocznicy urodzin, Toruń 2004, s. 131–140.
- Egeria – “jeziorna” bogini?, “Meander” 60(2), 2005, s. 78–86;
- Wygnania filozofów za czasów Domicjana, [w:] Ryszard Sajkowski, Miron Wolny (red.), Grecja – Kartagina – Rzym, Olsztyn 2009, s. 119-126.
- Przyczyny sukcesów i klęsk narodu rzymskiego w świetle Sulpiciae conquestio de statu republicae et temporibus Domitianis, [w:] A. Marchewka (red.), ΑΝΘΡΩΠΟΝ ΖΗΤΩ / Szukam Człowieka. Księga pamiątkowa ofiarowana profesorowi dr. hab. Krzysztofowi Głombiowskiemu w 65. rocznicę urodzin, Gdańsk  2012, s. 133–145.

### Wybrane artykuły obcojęzyczne
- Distich of Sulpicia Minor, “Antiquité Vivante” 54(1–2), 2004, s. 83–96.
- Latin cadurcum ‘Female Genitals’ and Hesychian Greek kaduros ‘Hog’: Is There Any Connection Between the Words?, “Maia” 58(1), 2006, s. 69–74.
- Sulpicia as a Woman-Singer, “Latomus” 68, 2009, s. 695-697.